# Fluitenberg
Fluitenberg (Drents: Fluitenbarg) is een dorp in de Drentse gemeente Hoogeveen in Nederland. Voor de gemeentelijke herindeling van 2002, lag Fluitenberg in de voormalige gemeente Ruinen. Op 1 januari 2023 telde het dorp en haar verspreide huizen 830 inwoners.
Naast enkele buurtschappen zoals Hondhang, Kalenberg is er het bungalowpark de Santbrincke. 

## Geschiedenis
Het gebied waar Fluitenberg zich bevindt, wordt waarschijnlijk al zeer lang bewoond door mensen. Vlak bij Fluitenberg zijn zeven grafheuvels gevonden, waarnaar de lokale begraafplaats ook is vernoemd.
Voor de stichting van Hoogeveen heette het gebied rondom het huidige Fluitenberg De Vleutenbarg: een verhoging rondom De Vleute, zoals het beekje dat langs Fluitenberg stroomt toen heette. Lange tijd heeft er maar één boerderij gestaan.
Tegenwoordig is Fluitenberg een klein dorpje vlak bij de stadsgrens van Hoogeveen. Natuur- en wandelgebied "De Oude Kene" zorgt voor een duidelijke scheiding tussen Hoogeveen en Fluitenberg. Tevens voorkomt het dat Fluitenberg ooit een wijk van Hoogeveen kan worden.
Bij de aanleg van de A28, werd deze snelweg recht door Fluitenberg gelegd. De andere helft van Fluitenberg ligt aan de andere kant van de snelweg richting Pesse en Stuifzand.
Fluitenberg kent een verleden omtrent de Tweede Wereldoorlog. Zo is er aan de Wijsterseweg een treinbeschieting geweest waarbij 43 slachtoffers vielen. Ook zijn er in het Spaarbankbos verzetsstrijders geëxecuteerd. 
Monumenten zijn geplaatst voor beide gebeurtenissen bij de plekken waar het gebeurde.
Tot de gemeentelijke herindeling, behoorde Fluitenberg tot de vroegere gemeente Ruinen, waar men zich van oudsher meer mee verbonden voelt dan met Hoogeveen. De bevolking was het dan ook veelal met de herindeling oneens. Toen de nieuwe plaatsnaamborden (met Gem. Hoogeveen) werden geplaatst, werden de oude plaatsnaamborden (met Gem. Ruinen) tot meerdere keren toe teruggehangen bij de ingang van het dorp.

## Voorzieningen
Vroeger zat er aan de Schoolstraat een school (OBL Fluitenberg), deze moest helaas sluiten omdat deze niet meer rendabel was. De kinderen weken daaropvolgend uit naar de openbare basisschool in Stuifzand, waar de schoolbus hen een lange tijd naartoe bracht. De christelijke kinderen gaan veelal naar de School met de Bijbel, De Akker, in Pesse. 
De inwoners die voetballen, doen dit veelal bij s.v. Pesse. Toen de kantine van s.v. Pesse werd gebouwd, zijn er van de overgebleven bouwmaterialen een dorpshuis in Fluitenberg gerealiseerd. Vandaar draagt deze de naam 'Het Overschotje'. Dit dorpshuis bevat ook een snackbar.
Verder heeft het dorp een evenementencentrum en enkele B&B's. Ook kan men een begraafplaats vinden in Fluitenberg, deze wordt vooral gebruikt voor mensen uit Hoogeveen.

## Geboren in Fluitenberg
- Henk Knol, Tweede Kamerlid
- Jens Dekker, Veldrijder